# Roman Święcicki
Roman Święcicki (ur. 15 lipca 1898 w Żernikach, pow. żniński, zm. wiosną 1940 w Katyniu) – podporucznik lotnictwa Wojska Polskiego, kawaler Orderu Virtuti Militari, ofiara zbrodni katyńskiej.

## Życiorys
Syn Jana i Wiktorii z Błaszczkowskich. Absolwent szkoły powszechnej. W 1916 wcielony do armii niemieckiej. Walczył na froncie francuskim, dwukrotnie ranny. Od 1918 członek POW. Brał udział w organizowaniu kompanii w Janowcu. Powstaniec wielkopolski. Absolwent Oficerskiej Szkoły Obserwatorów Lotniczych. Skierowany do 1 wielkopolskiej eskadry lotniczej. Jako sierżant walczył z eskadrą na froncie zachodnim i froncie litewsko-białoruskim do października 1920. 2 października 1920 mianowany podporucznikiem.
W okresie międzywojennym w 1921 ukończył Szkołę Podchorążych w Bydgoszczy. W listopadzie tego roku przeniesiony do rezerwy.
W sierpniu 1939 zmobilizowany do Bazy Lotniczej nr 3. Ewakuował się wraz z Bazą na wschód. Wzięty do niewoli przez Sowietów w Zwiniaczach pod Trębowolą, osadzony w Kozielsku. Został zamordowany wiosną 1940 w lesie katyńskim. Figuruje na liście wywózkowej LW 017/1 z 4.1940 r., poz. 48.

## Życie prywatne
Mieszkał w Poznaniu, miał dwoje dzieci. Pracował jako urzędnik w Urzędzie Wojewódzkim w Poznaniu. Był sekretarzem generalnym Związku Lotników Polskich, prezesem Wielkopolskiego Klubu Lotników i wiceprezesem Aeroklubu Poznańskiego.

## Ordery i odznaczenia
- Krzyż Srebrny Orderu Virtuti Militari - nr 8110 (VM 18-1180)[2][3]
- Krzyż Wołyński I kl. z Mieczami[2]
- Odznaka Frontu Litewsko-Białoruskiego[2]
- 4 kwietnia 1938 został odrzucony wniosek o odznaczenie